# Andrew Thomas
Andrew Sydney Withiel Thomas, detto Andy (Adelaide, 18 dicembre 1951), è un ex astronauta australiano naturalizzato statunitense.
Ha partecipato alle missioni spaziali Shuttle STS-77, STS-89, STS-91, STS-102 e STS-114, la missione di ritorno al volo dopo il Disastro dello Space Shuttle Columbia. È sposato con l'astronauta della NASA Shannon Walker.